# De Bangert
De Bangert is een buurtschap en gebied in de gemeenten Hoorn en Drechterland, in de Nederlandse provincie Noord-Holland. De Bangert ligt voor het grootste deel in de gemeente Hoorn en valt daar onder Westerblokker en Zwaag. Slechts een klein deel ligt in de gemeente Drechterland, dit gedeelte valt formeel onder Oosterblokker.
De Bangert is van oorsprong een fruitteeltgebied dat tussen Blokker en Westwoud/Oudijk in is gelegen. De naam is de Westfriese benaming voor boomgaarden. De fruitteelt in het gebied begon rond 1600. Maar mogelijk verwijzen de plaats- en gebiedsnaam al naar een kloosterboomgaard die daar mogelijk heeft gestaan. Bangert is een benaming die vaker voorkomt in het Westfriese gebied. De naam komt als plaatsnaam in 1745 voor als Bogert, en in 1839 ziet men de eigenlijke plaatselijke benaming in de boeken.
Het fruitteeltgebied behoort samen met de Betuwe tot de oudste van Nederland. In de 17e eeuw kwam de fruitteelt tot bloei doordat de Unjer te sterk kwam opzetten in de weilanden waar tot dan toe vee liep te grazen. Unjer is voor koeien zeer moeilijk verteerbaar, en om deze reden schakelden boeren over op de fruitteelt. Een pad tussen De Bangert en Zwaag draagt nog heden ten dage de naam "Unjerpad".
Hoewel De Bangert in jaren 1950 in verval raakte kan men aan de tuinen nog zien dat er vroeger fruit werd geteeld. De tuinen zijn ongeveer 20 meter breed en omgeven door sloten. In die tuinen stond een vroeger hoogstamboom met vaak bessenstruiken. Alle hoogstambomen werden in de loop van de 1950 gerooid, met als voornaamste reden dat het te gevaarlijk werk was om er uit te plukken en ze te hoog waren om het fruit goed te kunnen bespuiten, zoals toen gebruikelijk was geworden.
Slechts een paar boomgaarden bestaan nog, maar de kans dat deze toch nog verdwijnen is niet klein. In het gedeelte wat onder Zwaag valt wordt er sinds 2005 namelijk een nieuwe woonwijk gebouwd, zowel aansluitend op de Oosterpolder als op De Bangert zelf. Een groot deel van de huizen is overigens in Scandinavische stijl. De wijk wordt Bangert en Oosterpolder genoemd.

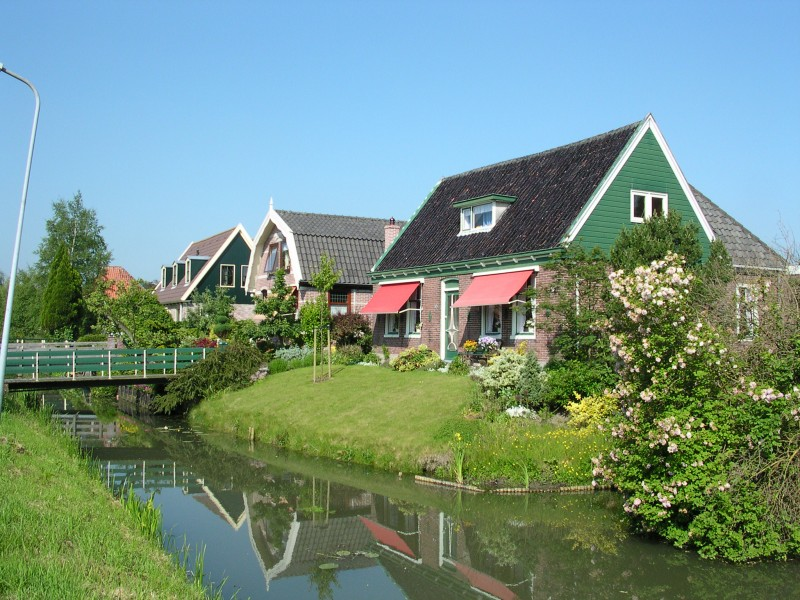
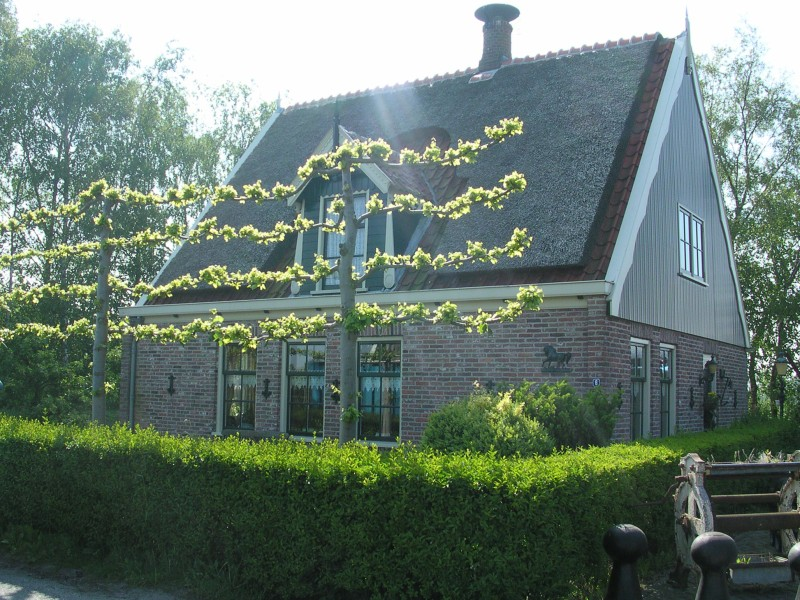

## Gemeente Bangert
Bangert was van 1 januari 1979 tot en met 31 december 1979 de gemeentenaam van de gemeente Drechterland, toen de toenmalige gemeenten Blokker, Hoogkarspel en Westwoud opnieuw werden ingedeeld. De naam was een vergissing, de gemeentenaam sloeg op de bovenstaande buurtschap De Bangert, dat deels onder de gemeente Drechterland valt en deels onder de gemeente Hoorn. Het werd in de loop van het jaar aangepast, maar officieel veranderde de naam pas met het ingaan van het nieuwe jaar. Totaal werden 149 mensen geboren in de gemeente Bangert.
Stad: Hoorn    
Dorpen: Blokker (Westerblokker) · Zwaag    
Buurtschappen: De Bangert (deels) · De Hulk (deels) · Munnickaij (deels)
Noord-Holland: Steden en dorpen      Nederland: Provincies · Gemeenten
Dorpen: Hem · Hoogkarspel · Oosterblokker · Oosterleek · Schellinkhout · Venhuizen · Westwoud · Wijdenes

Buurtschappen: Binnenwijzend · Blokdijk · De Bangert (deels) · De Buurt · De Hout · De Weed · Kraaienburg · Leekerweg · Munnickaij (deels) · Oostergouw · Oosterwijzend · Oudijk · Tersluis · Westerbuurt · Westerwijzend · Wijmers · Zittend
Noord-Holland: Steden en dorpen      Nederland: Provincies · Gemeenten